# Highway (väggmålning)

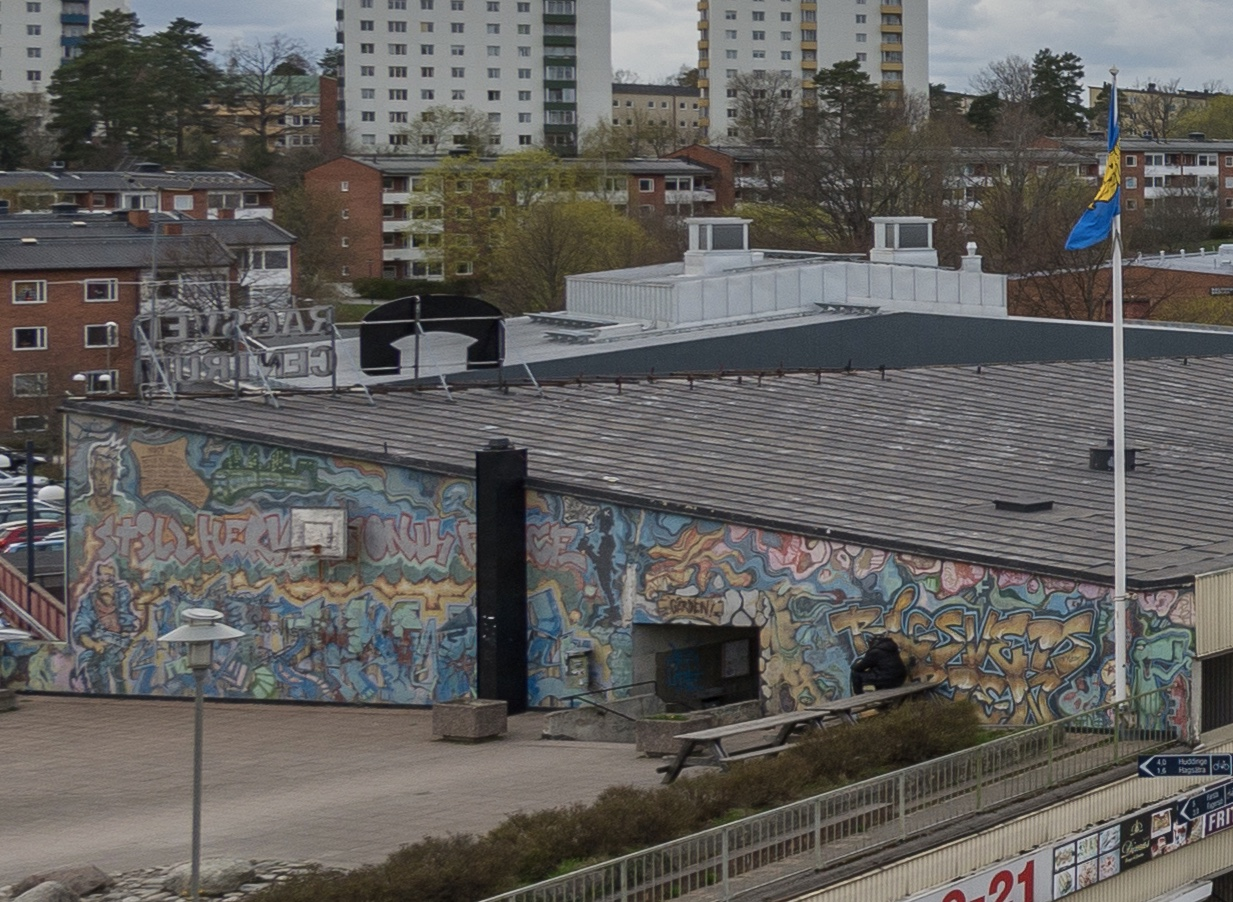
Väggmålningen Highway, fotograferad 2015.

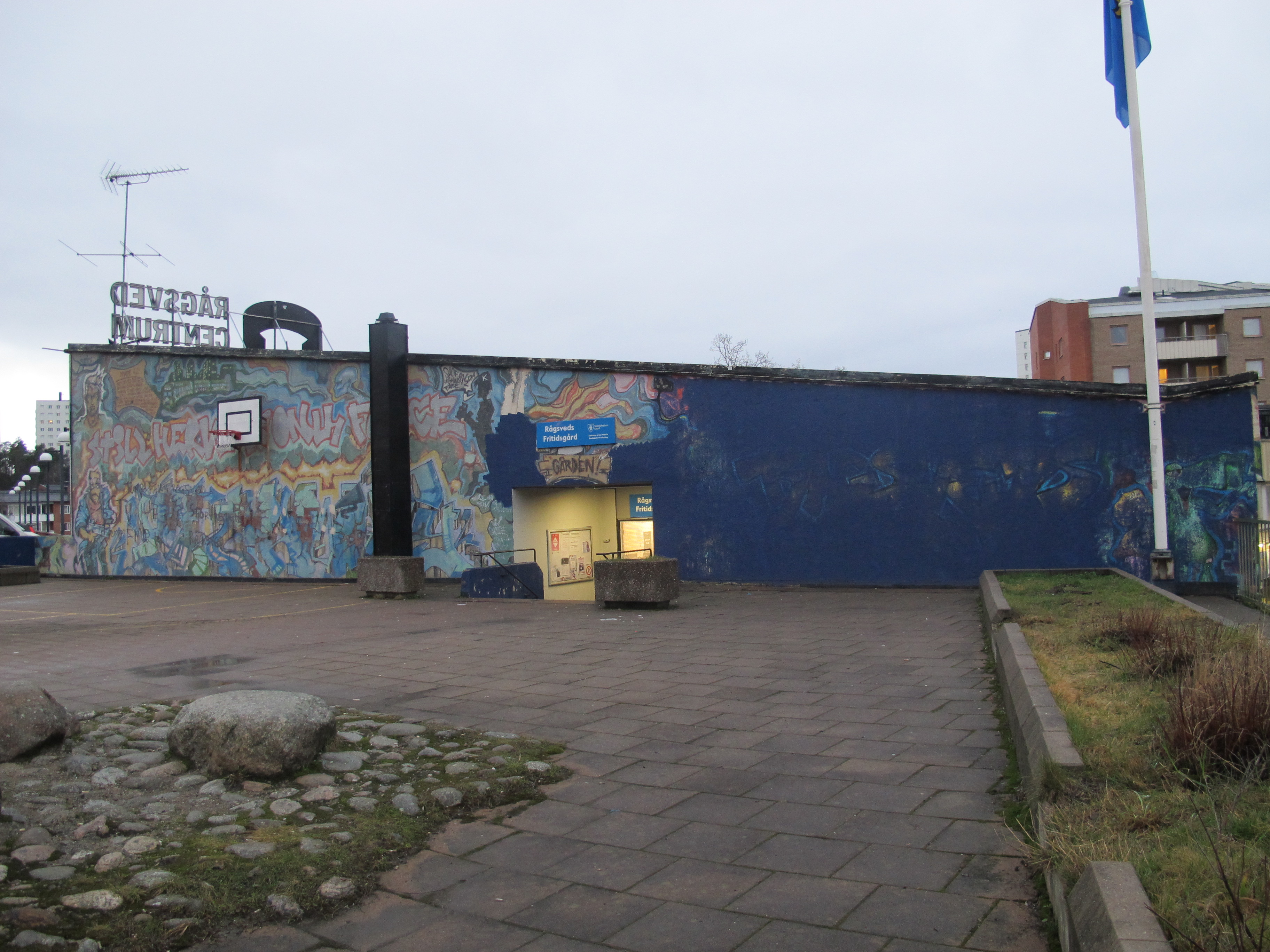
Målningen fotograferad 2020, nu med delar av den övermålad med blå färg.

Highway är en graffitiväggmålning från 1989 vid Rågsveds fritidsgård, intill Rågsveds centrum och tunnelbanestationen i södra Stockholm, gjord av gruppen (crewet) Still Heavens Only Force. Den beskrivs som en av världens äldsta bevarade graffitimålningar och tillkom efter att man fått tillstånd, och färgen betald, av fastighetsägaren Familjebostäder.
Den 13 augusti 2019 blev halva målningen av misstag övermålad med blå färg. Detta skapade starka reaktioner på grund av målningens konstnärliga och kulturhistoriska värde, tillsammans med det faktum att den blivit ett välkänt inslag i Rågsveds stadsbild. Efter detta startades ett initiativ för att försöka avlägsna den blå färgen.
På hösten 2019 kopplades en konservator in för att försöka rädda målningen. Juli 2020 bestämdes det (efter att det tidigare kommit besked om att målningen inte skulle bevaras) att den blir räddad.